# Slawa Metreweli
Slawa Kalistratowitsch Metreweli (georgisch სლავა კალისტრატეს ძე მეტრეველი; russisch Слава Калистратович Метревели; * 30. Mai 1936 in Sotschi; † 7. Januar 1998 in Tiflis) war ein sowjetischer Fußballspieler und -trainer.

## Leben

### Vereinskarriere
Metreweli spielte in seiner Karriere bei zwei Vereinen Torpedo Moskau und FC Dinamo Tiflis. In Moskau wurde er einmal sowjetischer Meister (1960) und gewann einmal den sowjetischen Pokal (1960). In Tiflis wurde er 1964 zum zweiten Mal sowjetischer Meister. Er beendete seine Vereinskarriere 1971.

### Nationalmannschaft
International spielte Metreweli 48-mal für die Fußballnationalmannschaft der UdSSR und traf dabei elfmal. Er nahm an den Fußball-Weltmeisterschaften 1962 in Chile (Aus im Viertelfinale), 1966 in England (4. Platz) und 1970 in Mexiko (Aus im Viertelfinale) teil. Des Weiteren gewann er mit der Sbornaja 1960 den Europameistertitel und erzielte im Finale den wichtigen Ausgleichstreffer zum 1:1, der der sowjetischen Mannschaft überhaupt erst die Verlängerung und den späteren Titelgewinn ermöglichte.

### Nach der aktiven Karriere
Nach seinem Karriereende arbeitete er als Trainer, meist bei diversen unterklassigen sowjetischen und georgischen Teams, 1976/77 kurz auch bei Dinamo Tiflis.

## Ehrungen
Das Fußballstadion von Sotschi ist nach ihm benannt (Центральный стадион имени Славы Метревели/Zentralny stadion imeni Slawy Metreweli/Zentralstadion namens Slawa Metreweli).

## Erfolge
- 2 Mal Sowjetischer Meister (1960 mit Torpedo Moskau, 1964 mit Dinamo Tiflis)
- 1 Mal Sowjetischer Pokalsieger (1960 mit Torpedo Moskau)
- Europameister 1960 mit der Sowjetunion